# Koptyjska katedra św. Marka w Aleksandrii

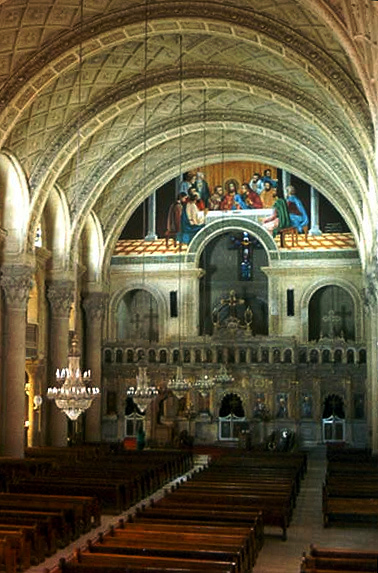
Wnętrze katedry

Koptyjska katedra św. Marka w Aleksandrii – historyczna siedziba patriarchy Aleksandrii, zwierzchnika Koptyjskiego Kościoła Ortodoksyjnego. Aktualnym patriarchą jest sprawujący swój urząd od 2012 Tawadros II, 118. następca św. Marka.

## Początki
Według tradycji, zarówno wschodniej jak i zachodniej, katedra stoi na miejscu kościoła założonego przez św. Marka Ewangelistę.
Najwcześniejsza chrześcijańska tradycja łączyła osobę św. Marka, autora drugiej Ewangelii, z Aleksandrią. Koptyjscy chrześcijanie wierzą, iż św. Marek przybył do Aleksandrii ok. 60 roku i przebywał tu ok. 7 lat. W czasie swego pobytu w Aleksandrii nawrócił on wielu na chrześcijaństwo i dokonał licznych cudów. Jest uważany za założyciela kościoła w Aleksandrii i pierwszego biskupstwa w tym mieście. Zgodnie z tradycją św. Marek został aresztowany w 68 roku podczas uroczystości ku czci Serapisa. Poniósł śmierć męczeńską poprzez wleczenie po ulicach. Został pochowany pod kościołem, który założył.

## Relikwie św. Marka
W roku 828 Wenecjanie wykradli z kościoła aleksandryjskiego szczątki św. Marka aby złożyć je w grobowcu w nowo wybudowanym kościele św. Marka w Wenecji. Jednak głowa świętego pozostała w Aleksandrii a każdy nowo mianowany patriarcha Aleksandrii rozpoczynał obejmowanie swego urzędu od wzięcia głowy i zmiany spowijającego ją całunu.
Na przestrzeni stuleci głowa św. Marka była przemieszczana wiele razy i zaginęła na ok. 250 lat. W roku 1968, za panowania patriarchy Cyryla VI, niektóre fragmenty relikwii z ciała św. Marka powróciły jednak z Rzymu do Aleksandrii.
Obecna katedra św. Marka jest dziełem współczesnym, ale zgodnie z tradycją stoi w miejscu, gdzie znajdował się kościół założony przez św. Marka.

## Chronologia
- 311 – kiedy przed swą męczeńską śmiercią patriarcha Piotr I Aleksandryjski odmawiał ostatnią modlitwę na grobem św. Marka, kościół był wówczas niewielką kaplicą na wschodnim wybrzeżu. Przechowywane w nim były ciała św. Marka i kilku jego świętych następców.
- 321 – za rządów następcy Piotra I, patriarchy Achillasa kościół został rozbudowany.
- 641 – kościół został zrujnowany przez najeźdźców arabskich.
- 680 – patriarcha Jan III Aleksandryjski odbudował kościół.
- 828 – ciało św. Marka zostało wykradzione przez włoskich żeglarzy i zabrane z Aleksandrii do Wenecji. Głowa św. Marka pozostała w Aleksandrii.
- 1219 – kościół został zniszczony podczas wypraw krzyżowych, po czym odbudowano go.
- 1547 – Podróżnik Pierre Belon poinformował o odnalezieniu kościoła.
- lipiec 1798 – podczas francuskiej inwazji na Aleksandrię kościół został zniszczony.
- 1819 – za rządów Mohammeda Alego Paszy patriarcha Piotr VII Aleksandryjski odbudował kościół i udostępnił go wiernym.
- 1870 – Za rządów patriarchy Demetriosa II Aleksandryjskiego odrestaurowano kościół (nadzór sprawował biskup Marcos z El Behiry).
- W latach 1950–1952, za rządów patriarchy Józefa II, rozebrano kościół i w jego miejsce zbudowano z żelbetu nowy, większy, w typie bazyliki. W fasadzie przed portalem umieszczono sześć marmurowych filarów. Ikonostas pocięto precyzyjnie na 6 części, ponumerowano je, po czym pieczołowicie złożono razem na pierwotnym miejscu. Dwie wieże kościelne nie zostały rozebrane lecz wzmocniono je betonem i ozdobiono koptyjskimi płaskorzeźbami. W wieżach zawieszono dwa nowe dzwony, dostarczone z Włoch.
- W latach 1985–1990 rozbudowano kościół od strony zachodniej zachowując jego pierwotny styl. Do nowej fasady przeniesiono również 6 filarów. Obie wieże pozostały na swoich dawnych miejscach. Dzięki rozbudowie powierzchnia kościoła zwiększyła się dwukrotnie.